# Will Smith
Willard Carroll Smith II (Filadèlfia, Pennsilvània, 25 de setembre de 1968), més conegut com a Will Smith, és un actor, productor de cinema i cantant estatunidenc. Ha rebut diversos premis, entre els quals un Oscar, un Premi de l'Acadèmia Britànica de Cinema, un Globus d'Or, un Premi del Sindicat d'Actors i quatre Premis Grammy.
Smith va assolir una modesta fama en els seus inicis com a cantant i raper sota el nom de The Fresh Prince a la fi dels anys 1980. La fama mundial, però, li va arribar gràcies al seu paper de William "Will" Smith a la sèrie de televisió The Fresh Prince of Bel-Air (1990-1996) de la NBC i, a partir de mitjans dels anys 90, per les seves interpretacions en diferents blockbusters de Hollywood com la saga Bad Boys (1995-2003), Independence Day (1996), la saga Homes de Negre (1997-2012), Wild Wild West (1999), Jo, robot (2004), L'espantataurons (2004), Hitch (2005), La recerca de la felicitat (2006), Sóc llegenda (2007) o Hancock (2008).
Entre altres reconeixements, ha rebut dues nominacions a l'Oscar al millor actor per les seves interpretacions del boxejador Muhammad Ali a Ali (2001) i el corredor de borsa Chris Gardner a La recerca de la felicitat (2006) així com cinc nominacions als Premis Globus d'Or a millor actor de sèrie de televisió i millor actor dramàtic. Com a cantant, ha guanyat quatre premis Grammy en la categoria de millor actuació de rap.
Smith va ser nomenat com l'estrella internacional més rendible l'any 2013 segons la revista Forbes. Fins a l'any 2016, els seus films han recaptat més de 7.500 milions de dòlars i s'ha convertit en l'únic actor de la història en participar en vuit pel·lícules consecutives que hagin generat més de 100 milions de dòlars en la taquilla estatunidenca, onze pel·lícules consecutives amb ingressos superiors a 150 milions de dòlars a nivell internacional i vuit pel·lícules consecutives que aconseguissin ser número 1, en la seva estrena.

## Biografia

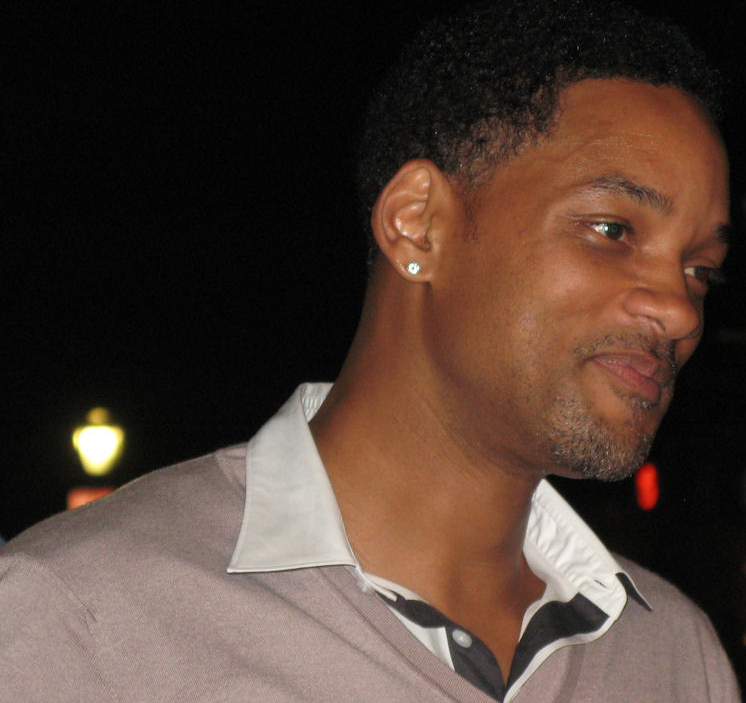
Will Smith en una imatge del 2008.

Willard Carroll Smith Jr. és el segon de quatre fills del mecànic de neveres i refrigeradors Willard Carroll Smith Sr. i l'administradora escolar Caroline Bright. Té una germana gran anomenada Pamela i dos germans bessons més joves anomenats Harry i Ellen.
Com la majoria dels artistes, ve d'una vida molt humil. Smith va ser criat pels seus pares en un barri a l'oest de Filadèlfia i educat en la fe baptista. Quan tenia 13 anys, els seus pares es van separar tot i que no es van divorciar definitivament fins a l'any 2000. Smith va acreditar dedicació del seu pare quan es parla de la seva pròpia participació en la vida dels seus tres fills: "Veig al meu pare i em pregunto com va ser capaç de mantenir a quatre nens alimentats i vestits, i se les va arreglar per trobar temps per estar amb nosaltres."
Durant la seva època a l'institut, Will Smith va ser acceptat en un programa d'estiu per futurs estudiants d'enginyeria al MIT però no va assistir a cap de les classes programades. Segons ha reconegut, la seva mare tenia una amiga dins la junta d'admissions d'aquesta institució i probablement podria haver-hi entrat finalment però ell "no tenia cap intenció d'anar a la universitat".
Smith es va casar amb Sheree Zampino el 1992. Aquest mateix any van tenir un fill, Willard Carroll Smith III, també conegut com a "Trey", que va aparèixer en el vídeo musical del single del seu pare "Just The Two Of Us" de l'any 1998. El matrimoni es va divorciar l'any 1995.
L'any 1997 Smith es va casar amb l'actriu Jada Pinkett. La parella ha tingut dos fills: Jaden Christopher Syre (nascut el 1998), que va aparèixer com coprotagonista a La recerca de la felicitat, i Willow Camille Reign (nascuda l'any 2000), que apareixia com la seva filla a Sóc llegenda (2007). La familia viu habitualment entre Star Island (a Miami Beach, Florida) i Los Angeles tot i que també tenen residències a Filadèlfia i Estocolm (Suècia).
Will Smith és propietari, juntament amb el seu germà Harry, de l'empresa Treyball Development Inc. amb seu a Beverly Hills, anomenada en referència al primer fill de l'actor, Trey.
Smith va donar una gran quantitat de diners per ajudar a les víctimes de l'huracà Katrina. Smith també va donar 4.600 dòlars a la campanya presidencial del demòcrata Barack Obama.

### Religió
Smith, ha dit que ha estudiat diverses religions, inclosa la cienciologia, i ell ha dit moltes coses de cortesia, sobre la cienciología i altres religions. Malgrat el seu elogi de la cienciología, Smith va dir:
"Crec molt de les idees de la Cienciología són brillants i revolucionaris i no religiosos".
"El noranta-vuit per cent dels principis de la Cienciología són idèntics als principis de la Bíblia... no crec que perquè algú usa la paraula per a esperit és "thetán" que la definició es converteix en alguna cosa diferent".

Ha negat que s'unís a l'Església de la Cienciología, dient:
"Soc un cristià. Soc un estudiant de totes les religions, i respecte a totes les persones i tots els camins".
El 2004, la parella va donar 20.000 dòlars a la campanya d'alfabetització de la cienciologia, anomenada HELP, el de Hollywood Educació i el Programa d'Alfabetització, que és la base per al sistema d'educació en la llar de la cienciología.
La revista Newsweek l'ha qualificat com l'actor més poderós del planeta. Smith ha estat nominat quatre vegades als Globus d'Or, dos cops als premis Oscars i ha guanyat molts Grammys.
La seva darrera pel·lícula ha estat "Life in a Year" (2020).

### Incident amb Chris Rock (2022)
Durant la 94a cerimònia dels Premis de l'Acadèmia celebrada el 27 de març de 2022, Chris Rock va fer una broma sobre el cap rapat de Jada Pinkett Smith, comparant-la amb el personatge principal de la pel·lícula G.I. Jane (1997), interpretada per Demi Moore. Pinkett Smith pateix alopècia, una condició mèdica que provoca pèrdua de cabell. Inicialment, Smith va riure de la broma, però després va pujar a l'escenari i va donar una bufetada a Rock. Tot seguit, va tornar al seu seient i va cridar dues vegades: «Mantingues el nom de la meva dona fora de la teva puta boca!».
Després de l'incident, Smith va guanyar l'Oscar al millor actor pel seu paper a King Richard i va oferir un discurs amb llàgrimes on es va disculpar amb l'Acadèmia de les Arts i les Ciències Cinematogràfiques i els companys nominats, però no amb Rock.
L'endemà, Smith va publicar una disculpa a Rock a les xarxes socials, dient que el seu comportament havia estat «inacceptable i injustificable». L'1 d'abril de 2022, Smith va renunciar com a membre de l'Acadèmia i el 8 d'abril, l'Acadèmia el va sancionar amb una prohibició de 10 anys d'assistir a qualsevol esdeveniment o programa de l'organització, inclosa la cerimònia dels Oscars.
Alguns dels projectes cinematogràfics en què Smith estava implicat van quedar ajornats o cancel·lats arran de la polèmica, incloent-hi la pel·lícula d’acció de Netflix Fast and Loose, que va ser descartada. En una declaració a la CNN, Smith va afirmar que acceptava i respectava la decisió de l’Acadèmia.
El 29 de juliol de 2022, Smith va oferir una disculpa pública en vídeo, afirmant que estava profundament penedit dels seus actes.
A finals de 2022, es va estrenar Emancipation, protagonitzada per Smith, que va rebre crítiques mixtes i va fracassar comercialment. El productor Todd Black va atribuir en part el fracàs a la controvèrsia generada per l’incident dels Oscars.

## Carrera musical i filmogràfica

### Primers treballs (1985−1995)

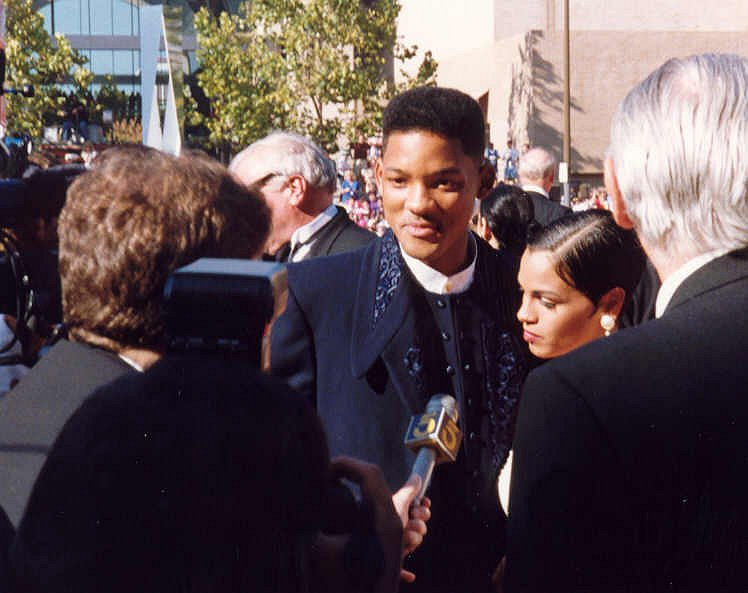
Will Smith als Premis Grammy de 1993

Smith va començar com mestre de cerimònies ('MC') del grup DJ Jazzy Jeff & The Fresh Prince, que va formar al costat del seu amic de la infància Jeffrey "DJ Jazzy Jeff" Townes, el qual feia de turntablism i productor. Més tard van comptar amb Clarence Holmes, conegut com a Ready Rock C, per ser beat box humà. El trio, famós per les seves cançons còmiques com ara Summertime, va guanyar un Grammy el 1988 en la categoria de rap i va començar a rebre bones crítiques.
La veu de Will Smith va ser una de les quals es va escoltar en la cançó Voices that care, sobre la Guerra del Golf (1991). Quan el jove Smith va començar a guanyar molts diners, no ho va invertir a pagar els seus impostos, per la qual cosa el Servei d'Impostos Interns va xifrar un deute de 2,8 milions de dòlars, que va ser pagada mitjançant l'embargament de part dels seus béns i ingressos.
Smith va gastar diners lliurement entre 1988 i 1989 i no va pagar els impostos sobre la renda. El Servei d'Impostos Interns va arribar a imposar un deute fiscal de 2,8 milions de dòlars a Smith, li va treure moltes de les seves possessions i li va embargar els ingressos. Smith tenia problemes econòmics el 1990 quan la cadena de televisió NBC li va signar un contracte i va construir una comèdia de situació, El Príncep de Bel Air, en base al seu paper. La sèrie va tenir èxit i va començar la seva carrera com a actor. Smith es va fixar com a objectiu convertir-se en "l'estrella més gran de cinema del món", estudiant les característiques comunes de les pel·lícules més taquilleres. El 1989, Smith va ser detingut en relació amb una suposada agressió al seu promotor discogràfic, William Hendricks; tots els càrrecs van ser desestimats.
El seu debut dramàtic al cinema, Un estrany a la família, no va ser un èxit cinematogràfic, a diferència de la pel·lícula que va coprotagonitzar al costat de Martin Lawrence: Dos policies rebels (1995).

### 1996−2000: Progrés

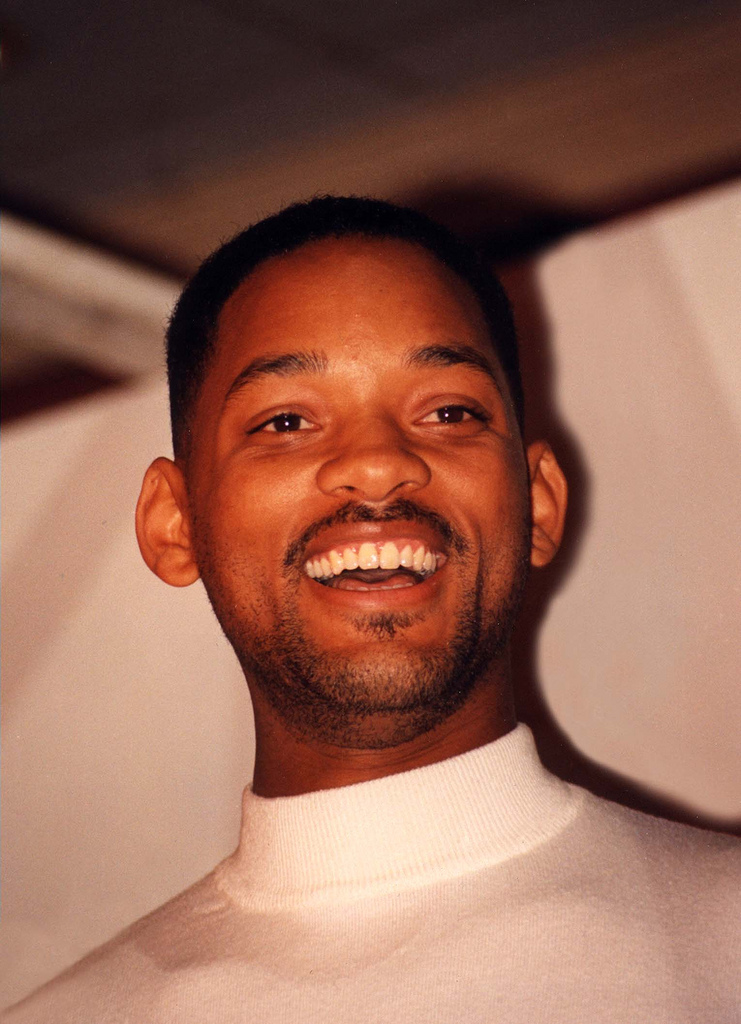
Smith el març de 1999

Després de The Fresh Prince of Bel-Air, Smith va començar una carrera musical en solitari i va continuar al cinema. Independence Day (1996) i Homes de Negre (1997) van ser dos èxits de taquilla i van obtenir bona crítica.
Com a curiositat, cal destacar que al principi va rebutjar el paper de J a Homes de Negre, però va ser la seva dona qui el va convèncer. Les dues pel·lícules van assentar la reputació comercial de Smith i se'l va començar a considerar una estrella de Hollywood, l'atractiu del qual per al públic de qualsevol edat, raça o sexe podria "vendre" una pel·lícula en la taquilla; una reputació que el mateix Smith començaria a cridar "Big Willie Weekend".
El 1998 va protagonitzar, al costat de Gene Hackman, la pel·lícula Enemic públic. Va rebutjar, a més, encarnar a Neo a Matrix, paper que va obtenir Keanu Reeves, per poder protagonitzar Wild Wild West. Malgrat el fracàs de Wild Wild West, Smith ha dit que no es penedeix de la seva decisió, afirmant que l'actuació de Keanu Reeves com Neo va ser superior al que ell hauria aconseguit. Durant els anys posteriors va protagonitzar èxits com Homes de Negre II, Bad Boys II, Hitch i Jo, robot.
Smith també va publicar una sèrie de cançons, sovint associades amb la seva pel·lícula més recent, durant els 90. El més notable d'aquestes pel·lícules van ser Homes de Negre, l'èxit número u Gettin' Jiggy wit It, i un cover de Just the Two of Us, un missatge afectuós al seu fill petit. Els seus dos primers àlbums en solitari, Big Willie Style (1997) i Willennium (1999), van ser multiplatí.

### 2001-2007: Èxit internacional
Smith va ser nominat a l'Oscar al millor actor, per a la pel·lícula Ali, de 2001, per la seva interpretació del boxador Muhammad Ali, anteriorment conegut com a Cassius Clay, en la pel·lícula biogràfica. Va ser novament nominat per a l'Oscar com a millor actor pel seu paper en una altra pel·lícula basada en fets reals, La recerca de la felicitat, on va interpretar a Chris Gardner en la pobresa a la història de la riquesa.
El tercer àlbum de Smith en Columbia Records, Born to Reign publicat en 2002, va ser una decepció en comparació de les vendes dels seus esforços anteriors i després d'un alliberament ràpid Greatest Hits. Posteriorment va signar un contracte amb Interscope Records. Un any més tard, Smith i la seva esposa Jada Pinkett Smith va crear la UPN (més tard CW) comèdia d'All of Us, que s'inspira en les seves vides. El programa va debutar en UPN al setembre de 2003 i es va emetre durant tres temporades abans de passar a The CW, a l'octubre de 2006 per a una temporada més. The CW cancel·la All of Us al maig de 2007. Smith va aparèixer com ell mateix a Jersey Girl per pronunciar el discurs Silent Bob que apareix en gairebé totes les pel·lícules de Kevin Smith. La situació del personatge principal es deu a la demanda, "Will Smith és només un cantant de rap."
El 2005, Smith es va inscriure en el Llibre Guinness dels rècords per trencar el rècord de tres estrenes en un lapse de 24 hores. El 2 de juliol de 2005, Smith es va exercir com a amfitrió per al concert Live 8 en el seu Filadèlfia natal enfront d'una gran multitud, i després va realitzar una sèrie de DJ Jazzy Jeff. Durant aquest temps, Smith va llançar el seu quart àlbum d'estudi, l'èxit de Lost & Found. L'àlbum va ser impulsat exclusivament en el reeixit senzill, "Switch", que va fer una crida al corrent principal. El senzill va romandre en el cim de les llistes durant mesos i Smith va tornar a l'avantguarda del hip-hop. Smith va aparèixer en els premis Nickelodeon Kid's Choice en 2005, cantant "Switch", així com en els premis BET de 2005. Ell va actuar en el segon joc de les Finals de l'NBA (Sant Antonio vs Detroit) interpretant la cançó "Switch" per promocionar l'àlbum. Smith també va fer una aparició especial en el reality xou concurso de talent "Indian Idol", quan va visitar l'Índia.
També en 2005, Smith va ser considerat per al paper de John Smith en la pel·lícula Sr. i Sra. Smith, Brad Pitt finalment va rebre el paper. També va ser considerat per al paper de Willy Wonka en el remake de la pel·lícula Charlie i la fàbrica de xocolata. S'ha previst, per protagonitzar una pel·lícula remake de la sèrie de televisió It Takes a Thief.

### 2008-2019: Èxits de taquilla i decepcions de la crítica

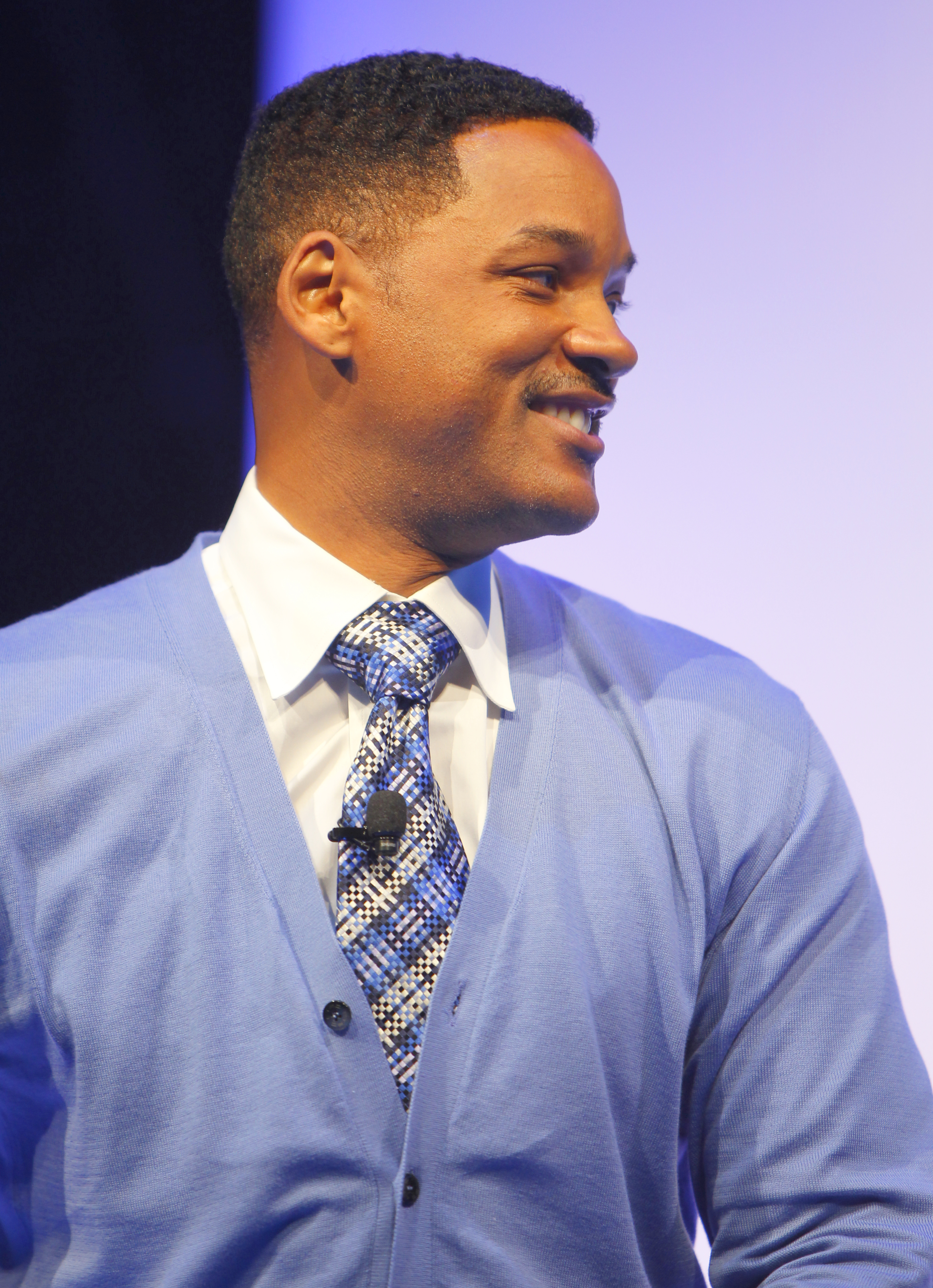
Smith com a amfitrió de la reunió d'accionistes de Walmart de 2011

El 10 de desembre de 2007, Smith va ser reconegut en Grauman's Chinese Theatre a Hollywood Boulevard. Smith va deixar una petjada de les seves mans i els peus fos del món del teatre de renom al capdavant de molts fans. Aquest mes, Smith va protagonitzar la pel·lícula Sóc llegenda, llançada el 14 de desembre de 2007. Malgrat comentaris marginalment positiva, la seva obertura va ser el més gran per a una pel·lícula llançada als Estats Units durant el mes de desembre. El mateix Smith ha dit que considera la pel·lícula com a "única forma agressiva". Un crític va dir que l'èxit comercial de la pel·lícula "va cimentar dempeus com el número u en taquilles de Hollywood". L'1 de desembre de 2008, TV Guide va informar que Smith ha estat seleccionat com una de les deu persones més fascinants dels Estats Units de 2008 per a un especial de Barbara Walters d'ABC que es va emetre el 4 de desembre de 2008.
Smith està actualment en el desenvolupament d'una pel·lícula titulada The Last Pharaoh, en la qual interpretarà a Taharqo. El president dels Estats Units, Barack Obama, ha declarat que si alguna vegada es realitzés una pel·lícula sobre la seva vida, li agradaria que Smith exercís el seu paper perquè, segons el mateix president, "té les meves orelles". Obama va dir que els dos han discutit la possibilitat d'una pel·lícula basada en les eleccions de 2008, però això no pot succeir fins al final de la presidència d'Obama.
La revista Vanity Fair va publicar la llista de les 40 celebritats de Hollywood amb més ingressos al llarg de 2010 en la qual Smith ocupava la posició número 11, amb uns ingressos estimats d'aproximadament 29 milions de dòlars per les seves pel·lícules.
El 2013 l'actor compra els drets per als Estats Units del programa de televisió espanyol El Hormiguero, presentat per Pablo Motos.

### 2020-present: Memòries iKing Richard
El 9 de novembre de 2021 es van publicar les seves memòries, Will, escrites amb Mark Manson, autor de The Subtle Art of Not Giving a F*ck (El subtil art que t'importi un carall), i es van promocionar amb una gira. En el llibre d'autoconeixement, recorda els traumes de la seva infància, la relació amb el seu pare i les seves experiències amb l'ayahuasca. Aquest mateix any, ell i la seva companyia Westbrook Studios van signar un acord amb National Geographic.
Smith va interpretar Richard Williams, pare i entrenador de les tennistes Venus i Serena Williams, a la pel·lícula de 2021 King Richard. Aquest paper va suposar la reaparició de Smith, protagonitzant una pel·lícula aclamada per la crítica. Per la seva interpretació, va guanyar l'Premi de l'Acadèmia al Millor Actor, el Premi Globus d'Or al Millor Actor de Drama i el Premi del Sindicat d'Actors a la Millor Interpretació d'un Actor Masculí en un Paper Principal.
El 7 de febrer del 2022, National Geographic va anunciar que Smith protagonitzaria una sèrie titulada Pole to Pole (de Pol a Pol), que s'emetrà a Disney+. La sèrie seguirà Smith i el seu equip de rodatge en un viatge de 42.000 km des del pol Sud fins al pol Nord, travessant tots els biomes de la Terra i passant per comunitats al llarg del camí.
Durant la 94a edició dels Premis de l'Acadèmia, el 27 de març de 2022, Chris Rock va fer broma sobre el cap rapat de Jada Pinkett Smith (el 2018, a Pinkett Smith se li va diagnosticar alopècia), que va comparar amb la de Demi Moore a G.I. Jane. Smith es va acostar a l'escenari i va donar una bufetada a Rock a la cara. A continuació, va tornar al seu seient i li va dir a Rock dues vegades: "Treu el nom de la meva dona de la teva puta boca!". Mentre acceptava més tard l'premi al millor actor per King Richard, Smith es va disculpar davant l'Acadèmia i els altres nominats, però no davant Rock. No s'espera que Rock presenti càrrecs contra Smith.

## Vida personal

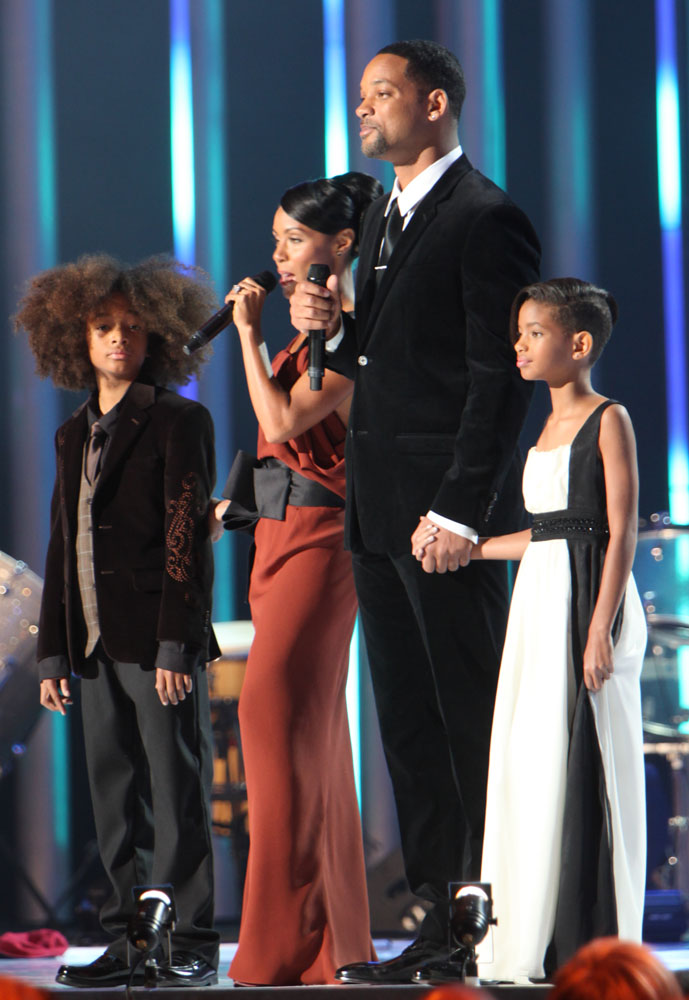
Concert del Premi Nobel de la Pau a Oslo, Noruega (2009): Smith amb la seva dona Jada i els seus fills Jaden i Willow

Smith es va casar amb Sheree Zampino en 1992. El seu fill Willard Carroll "Trey" Smith III va néixer l'11 de novembre de 1992. Tots dos es van divorciar en 1995. Trey va aparèixer en el vídeo musical del seu pare per al senzill de 1998 "Just the Two of Us". També va actuar en dos episodis de la comèdia All of Us, i ha aparegut a The Oprah Winfrey Show i a l'especial de televisió David Blaine: Real or Magic.
Smith es va casar amb l'actriu Jada Koren Pinkett el 1997. Es van conèixer quan Pinkett es va presentar a una audició per al paper de núvia del personatge de Smith a El Príncep de Bel Air. La parella produeix pel·lícules a través de la seva productora conjunta Overbrook Entertainment i Westbrook Inc. Junts tenen dos fills: Jaden Christopher Syre Smith (nascut el 1998), qui també va coprotagonitzar La recerca de la felicitat i After Earth; i Willow Camille Reign Smith (nascuda el 2000), que va aparèixer com la seva filla a Sóc llegenda.
Smith i la seva dona Jada han expressat pràctiques poc convencionals en el seu matrimoni, qualificant-lo de broma al seu compromís "mal matrimoni per a tota la vida". Tant ell com Pinkett Smith han admès tenir relacions extramatrimonials i consideren que tenen llibertat per dur-les a terme. Smith ha dit que va voler tenir una relació poliamorosa amb l'actriu Halle Berry i la ballarina Misty Copeland, però que finalment va abandonar la idea després de la teràpia.
Smith i el seu germà Harry són propietaris de Treyball Development Inc., una empresa amb seu a Beverly Hills que porta el nom de Trey Smith, i la seva família resideix a Los Angeles, Califòrnia. El 2018, Smith va celebrar el seu 50 aniversari realitzant un salt de pont des d'un helicòpter al Gran Canyó. Smith va ser assegurat per Lloyd's of London per 200 milions de dòlars pel salt, que va recaptar diners per a l'organització benèfica Global Citizen.

## Filmografia
| Any  | Pel·lícula                                          | Paper                                             | Observacions |
| ---- | --------------------------------------------------- | ------------------------------------------------- | --- |
| 1990 | Saturday Morning Videos                             | Host                                              | Sèrie de televisió |
| 1990 | In Living Color                                     | Diversos personatges                              | Sèrie de televisió |
| 1990 | The Perfect Date - "ABC Afterschool Specials"       | Hawker                                            | Sèrie de televisió |
| 1990 | The Fresh Prince of Bel-Air                         |                                                   | Sèrie de televisió (1990-1996) Nominat — Globus d'Or al millor actor en sèrie de televisió musical o còmica (1993, 1994) |
| 1992 | Blossom                                             | Fresh Prince                                      | TV, Cameo |
| 1992 | Where the Day Takes You                             | Manny                                             | |
| 1993 | Made in America                                     | Tea Cake Walters                                  | |
| 1993 | Un estrany a la família (Six Degrees of Separation) | Paul                                              | |
| 1995 | Bad Boys                                            | Detectiu Mike Lowrey                              | |
| 1996 | Independence Day                                    | Capità Steven "Steve" Hiller, USMC                | |
| 1997 | Homes de Negre                                      | James Darrell Edwards / Agent J                   | |
| 1998 | Enemy of the State                                  | Robert Clayton Dean                               | Nominat — NAACP Image Award for Outstanding Actor in a Motion Picture |
| 1999 | Torrance Rises                                      |                                                   | Cameo |
| 1999 | Wild Wild West                                      | Capità James "Jim" West                           | |
| 2000 | Welcome to Hollywood                                | Ell mateix                                        | |
| 2000 | The Legend of Bagger Vance                          | Bagger Vance                                      | Nominat — NAACP Image Award for Outstanding Actor in a Motion Picture |
| 2001 | Ali                                                 | Muhammad Ali                                      | Nominat — Oscar al millor actor Nominat — Globus d'Or al millor actor dramàtic Nominat — Broadcast Film Critics Association Award for Best Actor Nominat — NAACP Image Award for Outstanding Actor in a Motion Picture |
| 2002 | Homes de Negre II                                   | James Darrell Edwards / Agent J                   | BET Award for Best Actor Nominat — Black Reel Award for Best Actor |
| 2002 | Girlfriend by B2K                                   | Ell mateix                                        | Vídeo musical |
| 2003 | Dos policies rebels 2 (Bad Boys II)                 | Detectiu Mike Lowrey                              | Nominat — NAACP Image Award for Outstanding Actor in a Motion Picture |
| 2004 | A Closer Walk                                       | Narrador                                          | Documental |
| 2004 | Jersey Girl                                         | Ell mateix                                        | Cameo |
| 2004 | American Chopper                                    | Ell mateix                                        | TV, Cameo |
| 2004 | Jo, robot                                           | Detectiu Del Spooner                              | Productor Nominat — NAACP Image Award for Outstanding Actor in a Motion Picture |
| 2004 | L'Espantataurons (Shark Tale)                       | Oscar                                             | Veu |
| 2005 | There's a God on the Mic                            |                                                   | Documental |
| 2005 | Hitch                                               | Alex "Hitch" Hitchens                             | Productor Nominat — BET Award for Best Actor Nominat — Black Movie Award for Best Actor Nominat — Black Reel Award for Best Actor Nominat — NAACP Image Award for Outstanding Actor in a Motion Picture |
| 2006 | La recerca de la felicitat                          | Chris Gardner                                     | Productor Nominat — Oscar al millor actor Nominat — Globus d'Or al millor actor dramàtic Nominat — Black Reel Award for Best Actor Nominat — Broadcast Film Critics Association Award for Best Actor Nominat — Chicago Film Critics Association Award for Best Actor Nominat — NAACP Image Award for Outstanding Actor in a Motion Picture Nominat — Screen Actors Guild Award for Outstanding Performance by a Male Actor in a Leading Role |
| 2007 | Sóc llegenda                                        | Dr. Robert Neville                                | Productor Nominat — BET Award for Best Actor Nominat — NAACP Image Award for Outstanding Actor in a Motion Picture |
| 2008 | Hancock                                             | John Hancock                                      | Productor |
| 2008 | Lakeview Terrace                                    |                                                   | Productor |
| 2008 | The Secret Life of Bees                             |                                                   | Productor |
| 2008 | Set ànimes                                          | Ben Thomas                                        | Productor |
| 2010 | The Karate Kid                                      |                                                   | Productor |
| 2012 | This Means War                                      |                                                   | Productor |
| 2012 | Men in Black 3                                      | James Darrell Edwards / Agent J                   | |
| 2013 | After Earth                                         | Cypher Raige                                      | Productor Guionista |
| 2013 | Anchorman 2: The Legend Continues                   | Periodista ESPN                                   | |
| 2014 | Conte d'hivern (Winter's Tale)                      | Jutge                                             | |
| 2015 | Focus                                               | Nicky                                             | |
| 2015 | Concussion                                          | Dr. Bennet Omalu                                  | |
| 2016 | L'esquadró suïcida (Suicide Squad)                  | Deadshot                                          | |
| 2016 | Collateral Beauty                                   | Howard                                            | |
| 2017 | Bright                                              | Daryl Ward                                        | |
| 2019 | Student of the Year 2                               | Will Smith                                        | |
| 2019 | Aladdin                                             | Geni                                              | |
| 2019 | Gemini Man                                          | Henry Brogan, Jackson Brogan ("Junior"), "Senior" | |
| 2021 | King Richard                                        | Richard Williams                                  | [ 46 ] |
| 2024 | Bad boys: Ride or die                               | Detectiu Mike Lowrey                              | |